# Borago
Borago conocido comúnmente por borraja es un género con cinco especies de hierbas con hojas grandes con pelusa.

## Generalidades
El nombre común en árabe, "araq" deriva del verbo árabe "sudar" y se refiere al uso como planta medicinal, entre otros, sudorífera.
El nombre latino, le fue aplicado al género por su especie más famosa. La especie "borago officinalis" o borraja, se cultiva como verdura y se comen preferentemente los tallos cocidos. Conocida desde la Edad Media en Europa, fue difundida en España durante el periodo islámico, desde el norte de África, desde donde habría llegado procedente de Asia Menor o Siria. Las abejas sienten una gran atracción por sus flores. Todas las especies presentan una pelusa o "borra" abundante en todas las partes aéreas de la planta, que la protegen de los herbívoros. Esta borra es densa pero no es dura ni espinosa, sin embargo le sirve al género para que herbívoros como los conejos, la respeten.

## Características

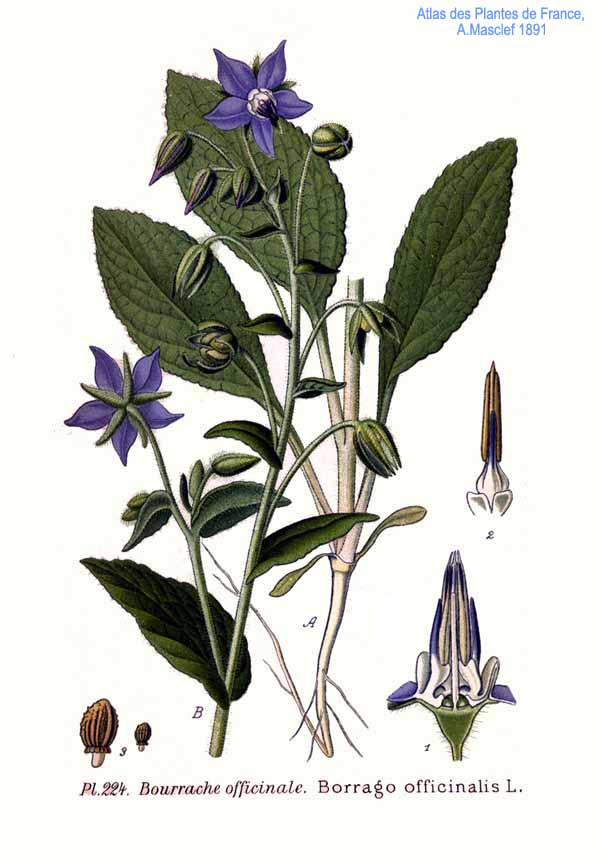
Borago officinalis L.

Las especies del género Borago son plantas herbáceas anuales o perennes, con hojas pecioladas y alternas. Sus flores se encuentran agrupadas en cimas escorpiodeas, es decir las sucesivas flores tienen la orientación unilateral y describen una curva, como la cola del alacrán. Las flores son actinomorfas y poseen un receptáculo plano. La corola es azul, rosa o blanco con cinco escamas o lígulas. El tubo de la corola es corto o inexistente. Las escalas de la garganta son cortas, lampiñas y emarginadas, es decir, con una muesca o entalladura en el ápice. Los estambres se insertan cerca de la base de la corola y sus anteras están mucronadas. Estos estambres sobresalen a través de las escalas de la garganta alcanzando casi la parte inferior de la corona. Los estambres están en la cima de unos apéndices largos y estrechos. El apéndice tiene un ápice largo y estrecho. Estilo ginobásico filiforme entero. El estilo no se extiende más allá de las escalas de la garganta y un estigma capitado. Cuatro núculas con un grueso anillo en forma de collar en la base. Los frutos son pequeños aquenios obovados, rectos y arrugados.

## Distribución
Las especies de este género se encuentran en áreas cultivadas y pedregales a lo largo de las penínsulas ibérica, italiana, incluidas las islas, Istria y en general en todo el Mediterráneo. El género es un grupo monofilético y muy próximo genéticamente al grupo hermano de Symphytum. El género está restringido al Mediterráneo suroccidental. Cuatro de las cinco especies se encuentran sólo en el noroeste de África, en Córcega, Cerdeña y el archipiélago toscano. Sólo la borraja (Borago officinalis) está ampliamente distribuida, cultivada y silvestre, llegando a ser cosmopolita. Naturalizada en América en zonas templadas: Argentina, Canadá, Chile, Estados Unidos, México, Paraguay... A menudo se cultivan como plantas ornamentales.
Las flores azul-púrpura o blancas, con forma de estrella, de Borago officinalis, son muy estimadas, se agregan a las ensaladas, a las infusiones de tisanas y también al vino, han tenido gran reputación desde épocas antiguas.

## Toxicidad
Todos órganos aéreos de las especies del género Borago contienen sustancias cuyo consumo puede provocar problemas en la salud humana, según el compendio publicado por la Autoridad Europea de Seguridad Alimentaria en 2012. En concreto se ha detectado la presencia del alcaloide insaturado pirrolizidina y derivados como la lycopsamina, 7-acetillycopsamina, amabilina y supinina.

## Taxonomía
El género fue descrito por Carlos Linneo  y publicado en Species Plantarum 1: 137–138. 1753.

## Especies
El género comprende cinco especies en dos subgéneros:
Subgénero Borago: se caracteriza por ser plantas herbáceas erguidas de flores en forma de rueda, de color azul, a veces blancas en Borago officinalis.
- Borago officinalis (Borraja)
- Borago trabutii, endémica del Alto Atlas y el Anti-Atlas, Marruecos.
- Borago longifolia, endémica del norte de Argelia y Túnez.

Subgénero Buglossites (Moris) Gusul. Restringida a Córcega, Cerdeña y la isla de Capraia. Son plantas postradas con brillantes, flores acampanadas.
- Borago pygmaea
- Borago morisiana, endémica de la isla de San Pietro en el suroeste de Cerdeña.